# 9587 Bonpland
9587 Bonpland eller 1990 UG4 är en asteroid i huvudbältet som upptäcktes den 16 oktober 1990 av den belgiske astronomen Eric W. Elst vid La Silla-observatoriet. Den är uppkallad efter den franske upptäcktsresanden Aimé Bonpland.
Asteroiden har en diameter på ungefär 5 kilometer och den tillhör asteroidgruppen Eunomia.